# Marta Gottwaldová

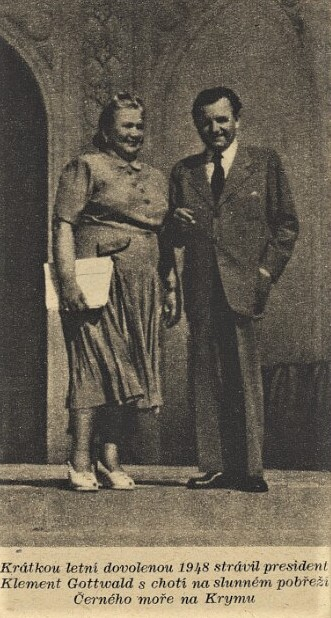
Marta Gottwaldová a Klement Gottwald (Krym, 1948)

Marta Gottwaldová, rozená Marie Holubová, (17. září 1899 Kopřivnice – 28. října 1953 Praha) byla první dáma Československa a manželka čtvrtého československého prezidenta Klementa Gottwalda.

## Život
Marie Holubová se narodila jako nemanželské dítě Rosalii Holubové, chudé vdově po čeledínu Augustinu Žitníkovi, v Kopřivnici. Přestože dostala jméno Marie, začala si později z dosud neznámých důvodů říkat Marta. Pokoušela se vyučit číšnicí, ale učení zanechala a začala pracovat jako služka. Svého pozdějšího manžela poprvé potkala v roce 1919. Již o rok později se jim narodila dcera Marta, o niž se musela starat sama, protože Gottwald po svatbě netoužil, i když otcovství přiznal. Žít spolu začali až v roce 1924, vzali se 21. března 1928 v Praze.
Do Komunistické strany Československa nikdy nevstoupila. Gottwald měl v demokratické první republice nálepky politického „štváče, rebela a buřiče“. Po nástupu druhé republiky v říjnu 1938 a úředním rozpuštění KSČ s ním odletěla 1. listopadu téhož roku přes Paříž a Londýn do Moskvy, kde se stal tajemníkem exekutivy Komunistické internacionály. Po válce se jejím zetěm stal Alexej Čepička, budoucí armádní generál a ministr.
Poté, co byl Klement Gottwald zvolen v červnu 1948 prezidentem republiky, plnila roli první dámy. Stylem se snažila napodobit svou předchůdkyni Hanu Benešovou, nikdy se jí ale nepodařilo dosáhnout její elegance a popularity. Po justiční vraždě Rudolfa Slánského podporovala jeho vdovu Josefu.
Zemřela v říjnu 1953 (několik měsíců po svém manželovi) na onkologické onemocnění. Její lékař profesor Charvát ve svých pamětech uvedl, že šlo o rakovinu ženských orgánů, ale v rodině se tradovalo, že se jednalo o karcinom štítné žlázy, jenž se podílel na její obezitě.